# Urszula Piwnicka
Urszula Piwnicka (* 6. Dezember 1983 in Pasłęk) ist eine polnische Speerwerferin. 
Sie gewann die Bronzemedaille bei den Junioren-Weltmeisterschaften 2002 und bei der Sommer-Universiade 2007. Bei den Leichtathletik-Weltmeisterschaften 2007 belegte sie den 24. Platz in der Qualifikation, bei den Olympischen Spielen 2008 verpasste sie als Vierzehnte knapp den Vorkampf.
Piwnickas Bestleistung steht bei 63,63 Metern, die sie am 30. Mai 2009 warf. Bei einer Körpergröße von 1,69 Metern beträgt ihr Wettkampfgewicht 70 Kilogramm.